# Dulzura taylorae
Dulzura taylorae is een vlokreeftensoort uit de familie van de Hadziidae. De wetenschappelijke naam van de soort is voor het eerst geldig gepubliceerd in 2009 door Springthorpe & Lowry.